# FastPCR
FastPCR — универсальная программная среда для подбора ПЦР-праймеров и проб, для ПЦР in silico, анализа олигонуклеотидов, выравнивания последовательностей ДНК, поиска повторяющихся последовательностей ДНК и решения других задач биоинформатики.

## Возможности программы
FastPCR представляет собой интегрированную среду, в которой предоставляются комплексные средства для подбора любых ПЦР-праймеров:
как для стандартной ПЦР, для длинных ПЦР-фрагментов (англ. Long-range PCR), для одновременной и многолокусной (Multiplex PCR (англ.)), обратной ПЦР (Inverse PCR (англ.)) для кольцевых молекул, количественной ПЦР в реальном времени, Xtreme Chain Reaction (XCR), групп-специфической ПЦР для родственных последовательностей (англ. Group-specific PCR) (общие праймеры для всех исследуемых последовательностей), уникальной ПЦР (англ. Unique PCR) (в котором задача состоит в амплификации только конкретной последовательности среди родственных последовательностей); подбор праймеров для перекрывающегося ПЦР (Overlap extension polymerase chain reaction (англ.)) для объединении нескольких ПЦР-продуктов в один общий ПЦР-продукт.
Программа автоматически обнаруживает микросателлитные локусы (SSR) и подбирает праймеры для этого участка.
Подбор праймеров также возможен и для аминокислотной последовательности.
Для сборки длинных фрагментов ДНК из коротких олигонуклеотидов служит инструмент (полимеразное цепное объединение).
Программное обеспечение использует как стандартные, так и вырожденные последовательности праймеров, в том числе и для расчета температуры плавления праймеров на основе термодинамических параметров ближайший соседей.
ПЦР in silico позволяет искать комплементарные последовательности к праймерам или пробам на последовательности генома или на хромосомах и прогнозировать вероятные продукты ПЦР, а также искать неспецифические участки связывания праймера или зонда. Виртуальная ПЦР полезна для вычисления температуры связывания пробы или праймера с ДНК-мишенью, а также для вычисления температуры отжига в ПЦР.
Длинные олигонуклеотиды могут быть подобраны для анализа с помощью микрочипов и других подобных молекулярных проб в количественном ПЦР.
ПЦР-праймеры анализируются на наличие вторичных структур, включая Хугстиновские структуры типа G-квадруплекс, петли, внутримолекулярные и межмолекулярные димеры в паре праймеров.
FastPCR имеет возможность работать с длинными последовательностями, такими как хромосомы, а также со списком индивидуальных нуклеиновых кислот и белковых последовательностей. Программа позволяет редактировать последовательность и проводить её анализ.
Программа выявляет различные типы повторяющихся последовательностей.
В программу входят различные инструменты для биоинформатики для анализа сдвига в нуклеотидной последовательности как GC, AT, пуринов и пиримидинов, анализа лингвистической сложности последовательности; генерации случайной последовательности ДНК, поиск сайта рестрикции для I-II-III типов рестриктаз, а также для поиска и искусственная генерации сайта рестрикции в кодирующей последовательности.
Программа поддерживает кластеризацию последовательностей и поиска последовательностей.

## Другие программы
- Webtools for PCR, qPCR, in silico PCR and oligonucleotides
- Thermo Fisher Scientific Inc. Web tools for PCR and qPCR
- IDT SciTools
- NCBI/Primer-BLAST(Primer3)